# Consorcio de Transporte Metropolitano del Campo de Gibraltar
El Consorcio de Transporte Metropolitano del Campo de Gibraltar (CTMCG) es una entidad pública cuya función es unificar todos los sistemas de transporte público del Campo de Gibraltar, comarca perteneciente a la provincia de Cádiz en Andalucía, España.
Esta administración fue formada el 1 de febrero de 2006 por la Consejería de Obras Públicas y Transportes de la Junta de Andalucía, la Diputación de Cádiz y los ayuntamientos de los siete municipios de la comarca.
Los principales objetivos de esta asociación son:
- Crear un sistema tarifario integrado fácilmente comprensible por los usuarios del transporte público.
- Integrar a todos los medios de transporte público de la comarca en un mismo consorcio.
- Fomentar el uso del transporte público en detrimento del vehículo privado.

El presupuesto del Consorcio para el año 2009 ascendió a 1.444.227,01 euros.

## Municipios integrantes
Los ocho municipios de la comarca pertenecen al Consorcio. En la siguiente tabla se detalla información sobre estos, así como de los municipios que reciben líneas de transporte del Consorcio pese a no formar parte de este.
| Municipio                                          | Comarca                  | Población | Distancia a Algeciras | Líneas metropolitanas* |
| -------------------------------------------------- | ------------------------ | --------- | --------------------- | ---------------------- |
| Municipios integrados en el Consorcio              |                          |           |                       |                        |
| Algeciras                                          | Campo de Gibraltar       | 116.209   | -                     | 8                      |
| La Línea de la Concepción                          | Campo de Gibraltar       | 64.595    | 21                    | 7                      |
| San Roque                                          | Campo de Gibraltar       | 29.249    | 14                    | 9                      |
| Los Barrios                                        | Campo de Gibraltar       | 22.311    | 11                    | 7                      |
| Tarifa                                             | Campo de Gibraltar       | 17.793    | 21                    | 3                      |
| Jimena de la Frontera                              | Campo de Gibraltar       | 7.079     | 42                    | 2                      |
| Castellar de la Frontera                           | Campo de Gibraltar       | 3.161     | 21                    | 2                      |
| San Martín del Tesorillo                           | Campo de Gibraltar       | 2.694     | 29**                  | 1                      |
| SUBTOTAL                                           | —                        | 266.443   |                       | 14                     |
| Otros municipios servidos por líneas del Consorcio |                          |           |                       |                        |
| Estepona                                           | Costa del Sol Occidental | 65.592    | 50**                  | 1                      |
| Manilva                                            | Costa del Sol Occidental | 13.813    | 43**                  | 1                      |
| Casares                                            | Costa del Sol Occidental | 4.993     | 51**                  | 2                      |
| Gaucín                                             | Serranía de Ronda        | 1.929     | 63                    | 1                      |
| Algatocín                                          | Serranía de Ronda        | 909       | 73                    | 1                      |
| Benarrabá                                          | Serranía de Ronda        | 570       | 72                    | 1                      |
| TOTAL                                              | —                        | 351.555   |                       | 13                     |

* No se cuentan los servicios especiales de verano.

** No dispone de autobuses metropolitanos directos a Algeciras.

## Sistema tarifario integrado

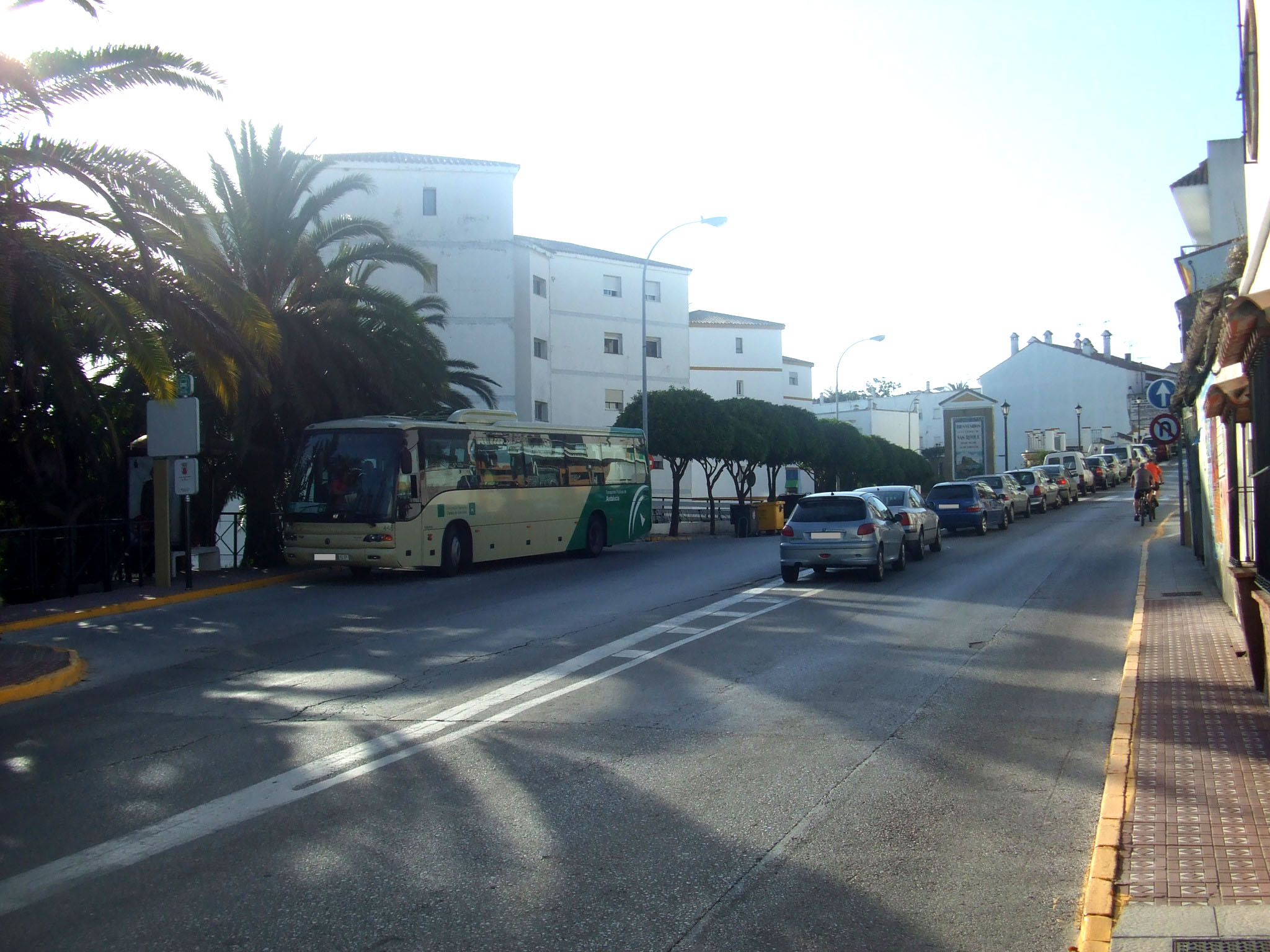
Autobús del Consorcio en la parada de El Calvario, San Roque.

Antes de la aparición del Consorcio, las diferentes compañías de transporte que operaban en el Campo de Gibraltar tenían multitud de tarifas, mayoritariamente en función de la distancia recorrida entre origen y destino. Con la implantación del sistema tarifario integrado, puesto en servicio el 14 de mayo de 2007, el marco tarifario ha cambiado por completo. Ahora el importe del viaje depende del número de zonas recorridas. La gran novedad del sistema tarifario es la tarjeta única.

### Tarjeta única
Es una tarjeta magnética con funciones de monedero, que proporciona a sus usuarios un notable descuento con respecto a las tarifas del billete sencillo, además de la posibilidad de transbordar. La tarjeta es reconocida por las máquinas expendedoras de billetes de los autobuses, agilizando el proceso de venta. También permite la posibilidad de transbordar entre distintos autobuses  sin coste adicional al de los saltos entre zonas que implique el viaje, siempre que se haga dentro de unos límites de tiempo.
Esta tarjeta puede ser adquirida y recargada en los establecimientos del Consorcio, repartidos por todo el Campo de Gibraltar. Los usuarios recibirán una bonificación progresiva según el número de viajes que hayan realizado con la tarjeta en los últimos 30 días.
- 25 o más desplazamientos: Bonificación del 10% de la recarga.

La tarjeta también puede ser utilizada en los otros consorcios de transporte metropolitano de Andalucía, correspondientes a la Bahía de Cádiz, Área de Sevilla, Área de Málaga, Área de Granada, Área de Jaén, Área de Almería, área de Córdoba y Costa de Huelva.
A fecha de 31 de diciembre de 2023 había más de 77.000 tarjetas activas.

### Zonificación
El Consorcio ha dividido la comarca en siete zonas y una subzona, basando la división en el criterio del tiempo necesario para pasar de una zona a otra.
Las localidades correspondientes a cada zona son:
| Zona | Nombre                | Localidades |  |
| ---- | --------------------- | --- |  |
| A    | Arco Bahía Occidental | Algeciras, Los Barrios, Los Cortijillos, Guadacorte, Palmones, El Pelayo, Puente romano                                                  |  |
| AB   | Arco Bahía Central    | Estación de San Roque, Guadarranque, Miraflores, San Roque, Taraguilla                                                                   |  |
| B    | Arco Bahía Oriental   | La Alcaidesa, Campamento, La Línea de la Concepción, Puente Mayorga                                                                      |  |
| C    | Costa Sur             | El Bujeo, Casas de Porros, El Cuartón, Guadalmesí, Tarifa, Valdevaqueros                                                                 |  |
| D    | Los Alcornocales      | Almoraima, Castellar de la Frontera |  |
| E    | Costa Oriental        | Guadiaro, Pueblo Nuevo de Guadiaro, San Diego, San Enrique de Guadiaro, San Martín del Tesorillo, El Secadero, Sotogrande, Torreguadiaro |  |
| F    | Costa Occidental      | Atlanterra, Bolonia, Facinas, Punta Paloma, Tahivilla                                                                                    |  |
| G    | Sierra                | Jimena de la Frontera, Jimena Estación, Marchenilla, San Pablo de Buceite                                                                |  |

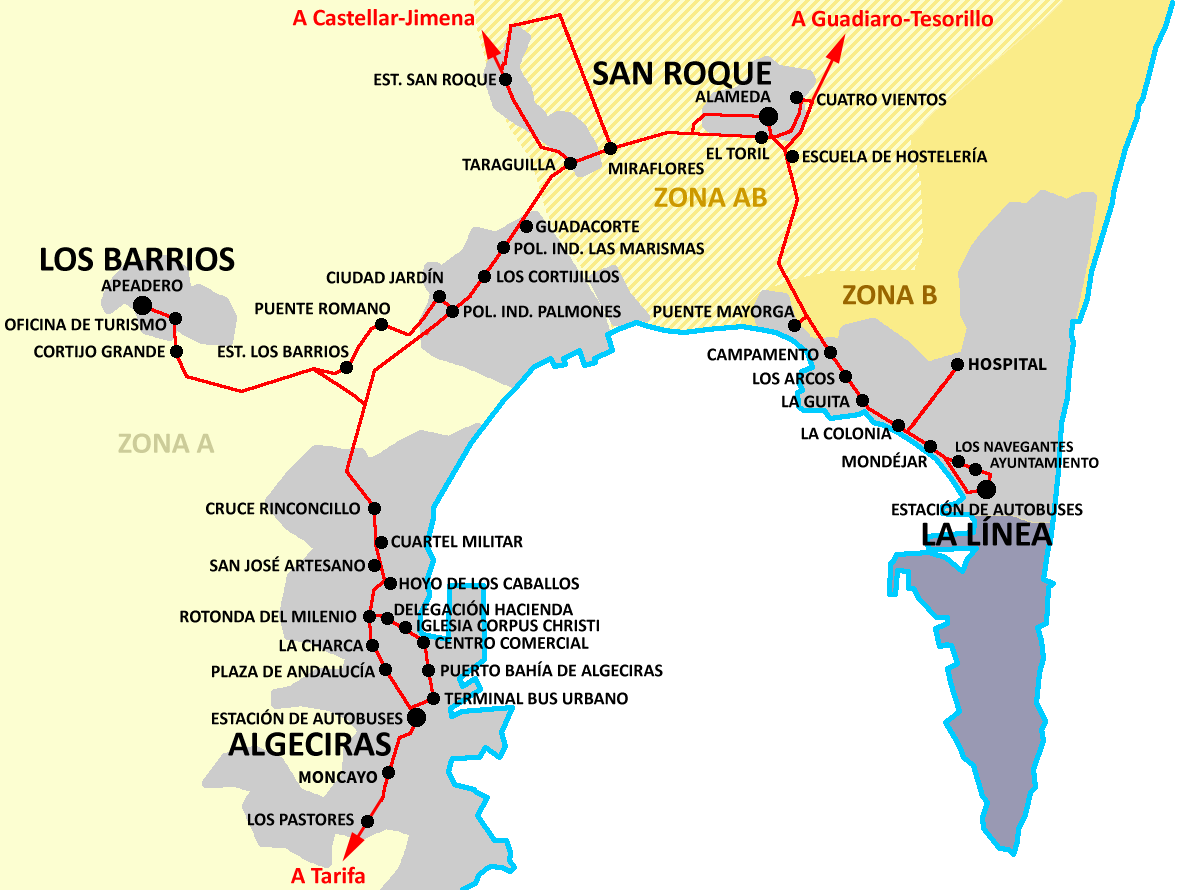
Detalle de las zonas y paradas en la bahía de Algeciras.

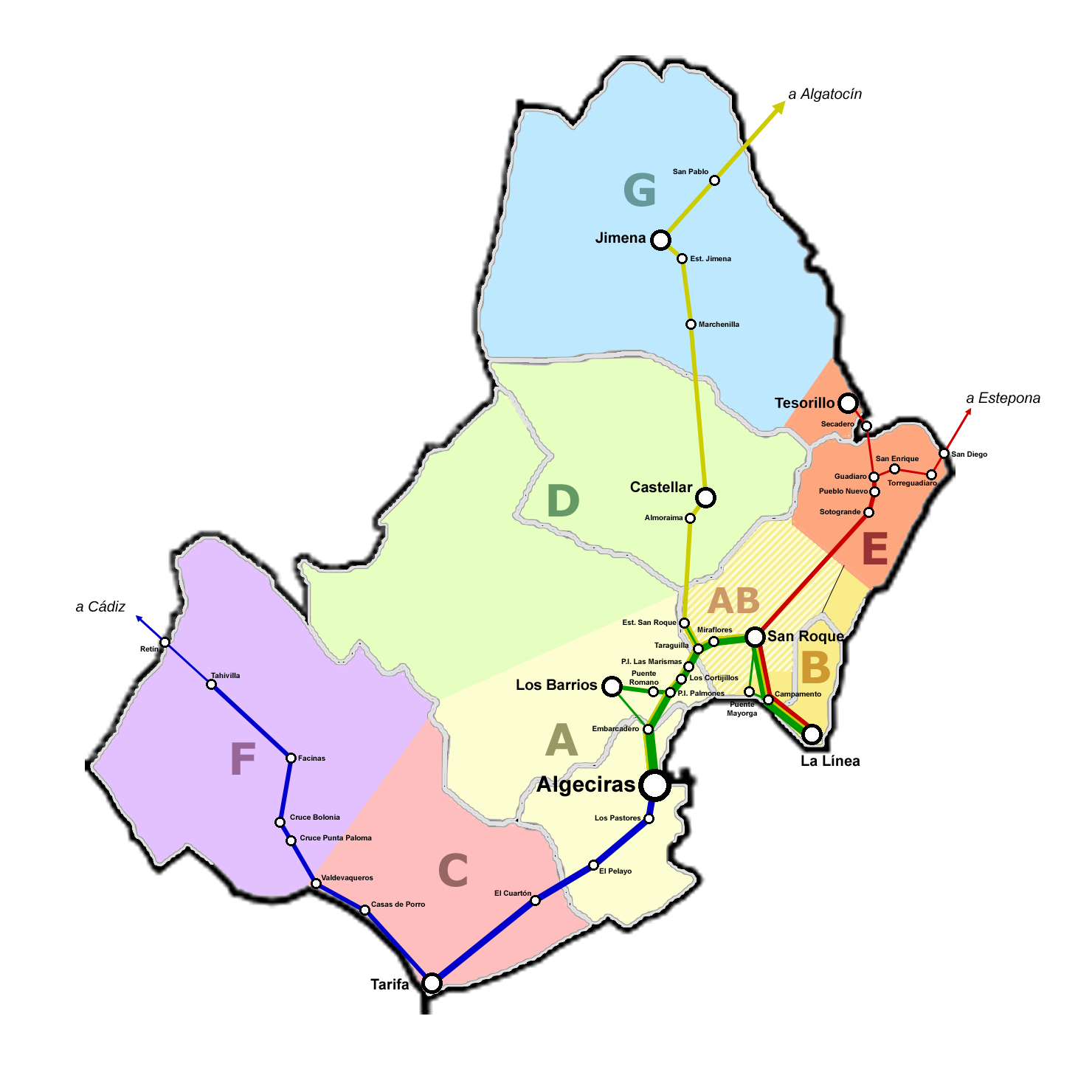
Mapa simplificado de los trayectos de las líneas de autobuses metropolitanos del Campo de Gibraltar. En verde los trayectos dentro de la Bahía de Algeciras. En rojo, las salidas hacia la Costa del Sol. En azul, los de la Costa de la Luz. Y en amarillo, los de la Serranía.

El paso de una zona a otra se conoce como salto tarifario. El importe del título de transporte depende del número de saltos que implique el desplazamiento, según la tabla de tarifas.
La zona AB, en la que se encuentra parte del término municipal de San Roque, forma parte al mismo tiempo de la zona A y la zona B, de modo que moverse entre la zona AB y cualquiera de estas otras dos zonas no representa ningún salto. Sin embargo, viajar entre la zona A y la zona B a través de la zona AB sí implica un salto.
En la siguiente tabla figuran los saltos entre zonas. Señalando los números con el ratón aparecerán ejemplos de trayectos entre las zonas seleccionadas. Las celdas grises indican trayectos únicamente realizables con transbordo. Las celdas naranjas indican trayectos solo realizados por el Bus Playa en verano.
| Tabla de saltos | Tabla de saltos | Tabla de saltos | Tabla de saltos | Tabla de saltos | Tabla de saltos | Tabla de saltos | Tabla de saltos | Tabla de saltos |
|                 | A               | AB              | B               | C               | D               | E               | F               | G               |
| --------------- | --------------- | --------------- | --------------- | --------------- | --------------- | --------------- | --------------- | --------------- |
| A               | 0               |                 |                 |                 |                 |                 |                 |                 |
| AB              | 0               | 0               |                 |                 |                 |                 |                 |                 |
| B               | 1               | 0               | 0               |                 |                 |                 |                 |                 |
| C               | 1               | 1               | 2               | 0               |                 |                 |                 |                 |
| D               | 1               | 1               | 1               | 2               | 0               |                 |                 |                 |
| E               | 2               | 1               | 1               | 3               | 1               | 0               |                 |                 |
| F               | 2               | 2               | 3               | 1               | 3               | 4               | 0               |                 |
| G               | 2               | 2               | 2               | 3               | 1               | 1               | 4               | 0               |

La barriada El Secadero, en Casares, está incluida en el sistema tarifario (zona E) pese a encontrarse fuera de los límites del Campo de Gibraltar.
Las carreteras utilizadas por los autobuses para unir estas localidades son:
- A-7  y  N-340 : ...Retín - Tahivilla - Facinas - Bolonia - Punta Paloma <> Valdevaqueros - Casas de Porros - Tarifa - Guadalmesí - El Cuartón - El Bujeo <> El Pelayo - Algeciras - Palmones - Los Cortijillos - Las Marismas - Guadacorte < Taraguilla - Miraflores - San Roque - La Alcaidesa - San Roque Club <> Sotogrande - Torreguadiaro - San Diego...
- CA-34  y  N-351 : San Roque > Puente Mayorga - Campamento - La Línea de la Concepción.
- A-381 : Los Barrios - Algeciras
- C-440 : Los Barrios - Puente romano - Palmones.
- A-405 : ...San Pablo de Buceite - Jimena de la Frontera - Jimena Estación - Marchenilla <> Castellar de la Frontera - Almoraima <> Estación de San Roque - Taraguilla.
- A-2100 : Castellar de la Frontera <> Sotogrande (solo usada por el servicio especial de verano Bus Playa)
- A-2102 : San Martín del Tesorillo - El Secadero - San Enrique de Guadiaro - Torreguadiaro.
- A-2103 : San Enrique de Guadiaro - Guadiaro - Pueblo Nuevo de Guadiaro - Sotogrande.

### Tarifas
Las tarifas vigentes a partir del 1 de enero de 2018 son las siguientes:
| N.º saltos | Billete sencillo | Tarjeta única |
| ---------- | ---------------- | ------------- |
| 0          | 1,50             | 0,93          |
| 1          | 2,50             | 1,42          |
| 2          | 4,55             | 2,48          |
| 3          | 7,00             | 3,90          |
| 4          | 8,50             | 4,96          |

Todos los precios están en euros.

## Líneas

### Líneas metropolitanas
Las líneas de autobuses tienen el objetivo de unir las ciudades de Algeciras y La Línea de la Concepción con el resto de localidades de la comarca, así como con las zonas próximas (La Janda, Serranía de Ronda y Costa del Sol Occidental). Los siguientes servicios son prestados por las empresas de transporte concesionarias:
| Número                         | Trayecto                                                                          | Empresa                                                   | Tiempo          | Autobuses diarios por sentido |
| ------------------------------ | --------------------------------------------------------------------------------- | --------------------------------------------------------- | --------------- | ----------------------------- |
| Líneas metropolitanas          |                                                                                   |                                                           |                 |                               |
| M-110                          | Los Barrios ⇄Algeciras (Directo)                                                  | Autocares Hetepa                                          | 30 min          | 15                            |
| M-112                          | Los Barrios ⇄Algeciras por Puente Romano                                          | Autocares Hetepa                                          | 45 min          | 2                             |
| M-120                          | Algeciras ⇄ La Línea                                                              | Transportes Generales Comes                               | 45 min          | 35                            |
| M-121                          | Los Barrios ⇄ La Línea                                                            | Transportes Generales Comes                               | 1 hora          | 4                             |
| M-130                          | San Roque ⇄Algeciras                                                              | Empresa Esteban                                           | 30 min          | 17                            |
| M-150                          | Tarifa ⇄Algeciras                                                                 | Transportes Generales Comes                               | 45 min          | 11                            |
| M-160                          | Tahivilla ⇄Facinas ⇄ Tarifa ⇄ Algeciras                                           | Transportes Generales Comes                               | 1 hora          | 2                             |
| M-170                          | San Pablo ⇄Jimena ⇄Castellar ⇄Algeciras (Algatocín y Ronda)                       | Transportes Generales Comes                               | 1 hora y 15 min | 4                             |
| M-230                          | San Roque ⇄ La Línea                                                              | Transportes Generales Comes y Grupo Avanza (Movility ADO) | 30 min          | 23                            |
| M-240                          | Estepona ⇄ La Línea                                                               | Grupo Avanza (Movility ADO)                               | 1 hora y 30 min | 8                             |
| M-260                          | La Línea ⇄Algeciras ⇄Tahivilla (Cádiz)                                            | Transportes Generales Comes                               | 1 hora y 15 min | 1                             |
| M-271                          | Tesorillo ⇄ La Línea                                                              | Transportes Generales Comes                               | 55 min          | 3                             |
| M-272                          | San Pablo ⇄Jimena ⇄Castellar ⇄ La Línea por Hospital comarcal                     | Transportes Generales Comes                               | 1 hora y 30 min | 3                             |
| Servicios especiales de verano |                                                                                   |                                                           |                 |                               |
| M-151                          | Tarifa ⇄Algeciras (Bus Búho)                                                      | Transportes Generales Comes                               | 45 min          |                               |
| M-161                          | Algeciras ⇄Barbate (Rota)                                                         | Transportes Generales Comes                               | 1 hora          |                               |
| M-470                          | San Pablo ⇄Jimena ⇄Castellar ⇄Torreguadiaro ⇄Tesorillo ⇄Torreguadiaro (Bus Playa) | Transportes Generales Comes                               | 1 hora y 15 min |                               |

Líneas desaparecidas

Imagen corporativa de los Transportes Públicos de Andalucía. Todos los autobuses de los consorcios de transporte metropolitano llevan esta marca identificativa.

- M-113 Guadacorte ⇄ Palmones ⇄ Algeciras (2007-2009)[5]

- M-250 Bus Búho La Línea ⇄ Tarifa (junio-septiembre de 2012)[6] Sustituida por M-151

- M-270 Algatocín ⇄ La Línea (2007-2023) Sustituida por M-272

### Líneas urbanas
Desde julio de 2015 el servicio de bus urbano del municipio de San Roque está integrado tarifariamente en el Consorcio de Transporte, bonificandose el trasbordo a las líneas metropolitanas haciendo uso de la tarjeta única. Lo mismo con los urbanos de La Línea desde 2018. Los servicios urbanos de Algeciras y Los Barrios están en trámites de integración. Esta concesión fue adjudicada a una unión temporal de empresas liderada por Socibus en el año 2018.
| Servicio de Transporte Urbano de San Roque | Servicio de Transporte Urbano de San Roque        | Servicio de Transporte Urbano de San Roque | Servicio de Transporte Urbano de San Roque |
| Línea                                      | Trayecto                                          | Empresa                                    |                                            |
| ------------------------------------------ | ------------------------------------------------- | ------------------------------------------ | ------------------------------------------ |
| ROJA                                       | San Roque Centro ⇄ Alcaidesa ⇄ Valle del Guadiaro | Horizonte Sur                              |                                            |
| AZUL                                       | Estación de San Roque ⇄ San Roque Centro ⇄ Bahía  | Horizonte Sur                              |                                            |

- BusApp San Roque (Aplicación móvil)

La Línea de la Concepción dispone de tres líneas de autobús urbano. Esta concesión fue adjudicada a una unión temporal de empresas liderada por Socibus en el año 2018.
| Autobuses urbanos La Línea | Autobuses urbanos La Línea                                                    | Autobuses urbanos La Línea |
| Línea                      | Trayecto                                                                      | Observaciones |
| -------------------------- | ----------------------------------------------------------------------------- | --- |
| 1                          | Pza. Constitución ⇄ Atunara ⇄ Hospital (C/ Gabriel Miró)                      | Pza. Constitución ⇄ Atunara ⇄ Hospital (C/ Gabriel Miró) |
| 2                          | Pza. Constitución ⇄ Junquillos ⇄ Hospital (Urgencias)                         | Pza. Constitución ⇄ Junquillos ⇄ Hospital (Urgencias) |
| 3                          | Pza.Constitución ⇄ Hospital (Urgencias) ⇄ Zabal ⇄ Santa Margarita ⇄ Alcaidesa | - Recorrido de vuelta por el paseo marítimo de Levante, por la ciudad deportiva, Frontera y Estación de autobuses. - Línea 3B, prolongación hacia La Alcaidesa. |

- BusApp La Línea (Aplicación móvil)
- La Línea en Bus (Aplicación oficial)

Servicio Bus Bici en la estación de Bus San Bernardo (Algeciras) 

## Paradas en Algeciras

#### Núcleo Urbano
- Audiencia Provincial
- Iglesia Corpus Christi
- Cruce Rinconcillo
- Cuartel Militar - Los Pinos
- Delegación de Hacienda - Agencia Tributaria
- El Corte Inglés
- Estación de autobuses de San Bernardo
- Hotel Alborán (N-340)
- Hoyo Los Caballos - Urb. Doña Casilda
- La Charca - IES Isla Verde
- La Granja (N-340)
- Los Pastores
- Plaza Andalucía
- Terminal Bus Urbano - Puerto
- Urb. Las Colinas

#### Pelayo
- Las Piedras
- Pelayo

## Paradas en Castellar de la Frontera
| Castellar de la Frontera              | Castellar de la Frontera                                 | Castellar de la Frontera |
| Nombre                                | Dirección                                                | Correspondencia          |
| ------------------------------------- | -------------------------------------------------------- | ------------------------ |
| Av. de las Adelfas - Mercado          | Av. de las Adelfas, 47 (frente al Mercado)               | M-170 M-272              |
| Av. de las Rosas - Complejo Deportivo | Av. de las Rosas, 5 (frente al Complejo Deportivo)       | M-170 M-272              |
| La Almoraima - Est. de Tren           | Ctra. Castellar (frente al Parque Infantil de Almoraima) | M-170 M-272              |